# Ion Grosu (scriitor)
Ion Grosu (n. 6 iulie 1939, Galați – d. 4 august 2014, Craiova) a fost un scriitor român.
A scris în special poezie, proză umoristică și epigrame.

## Biografie
De-a lungul anilor, a  colaborat cu mai multe ziare, printre care „Drum nou” (Brașov), „Viața Liberă” și „PresaGalati.ro”, dar și la reviste de umor precum „Urzica”, „Moftul Român”, „Epigrama”, „Satiricon”, din Cluj și revista „Literatura și Arta”, din Chișinău.
Din luna aprilie 2014, scriitorul Ion Grosu a semnat rubrica „Epigrame” din ediția tipărită a săptămânalului „Presa Galați”.
A fost membru al Cenaclului „Verva” și al Uniunii Epigramiștilor din România.
A obținut mai multe premii la concursuri de umor și festivaluri din România și Republica Moldova și a fost vicepreședinte al Uniunii Scriitorilor „Costache Negri” din Galați.

## Volume
- Amânatele sosii, (poezie), 1996
- Nu așteptați la uși capitonate (proză umoristică) 1997
- Sunt un om important (proză umoristică) 1999
- Vă rog, schițați un zâmbet (epigrame) 2000
- Ploaie și rugăciuni (poezie), 2000
- Fum negru, fum alb, (poezii), Editura Axis Libri, Galați, 2012[2]